# 1077

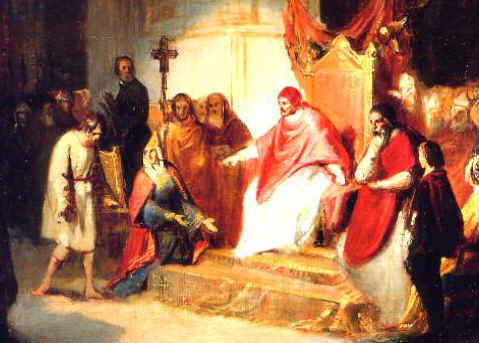
Hendrik IV onderwerpt zich te Canossa

Het jaar 1077 is het 77e jaar in de 11e eeuw volgens de christelijke jaartelling.

## Gebeurtenissen
- 25-28 januari: Tocht naar Canossa - Koning Hendrik IV onderwerpt zich bij het kasteel van Canossa aan paus Gregorius VII. Deze laat hem 3 dagen wachten alvorens hem te ontvangen en zijn excommunicatie op te heffen.
- 15 maart: Rudolf van Rheinfelden, hertog van Zwaben, wordt uitgeroepen tot (tegen)koning van Duitsland.
- 19 maart - Aartsbisschop Lanfranc van Canterbury benoemt zijn rechterhand Gundulf tot bisschop van Rochester.
- 14 juli - De kathedraal van Bayeux wordt ingewijd.

zonder datum
- De Seltsjoeken veroveren Nicea.
- Het Sultanaat van Rûm, een Seltsjoeks rijk in Anatolië ontstaat, met Suleiman ibn Qutulmish als eerste sultan.
- De macht over Corsica komt in handen van Pisa.
- Het hertogdom Benevento, al gereduceerd tot niet veel meer dan de stad Benevento zelf, houdt op te bestaan.
- Grootžupan Mihailo Vojislavljević van Servië wordt tot koning gekroond.
- Hertog Welf IV wordt vanwege zijn steun aan de verkiezing van Rudolf van Zwaben tot koning door Hendrik IV vogelvrij verklaard, en vlucht naar Hongarije.
- Robert Curthose, de zoon van Willem de Veroveraar, komt in samenwerking met koning Filips I tegen hem in opstand.
- Rogier I van Sicilië verovert Trapani.
- Bisschop Koenraad van Zwaben van Utrecht krijgt grafelijke rechten over Stavoren.
- Ladislaus I van Hongarije trouwt met Adelheid van Rheinfelden, de dochter van tegenkoning Rudolf van Rheinfelden.

## Opvolging
- patriarch van Antiochië (Syrisch-orthodox) - Johannes Abdun opgevolgd door Dionysius V
- bisdom Augsburg - Embrico opgevolgd door Wigolt
- Beieren - Welf IV opgevolgd door koning Hendrik IV
- Hongarije - Géza I opgevolgd door zijn broer Ladislaus I
- Meulan - Hugo III opgevolgd door zijn neef Robert van Beaumont
- bisdom Rochester (19 maart) - Gundulf in opvolging van Arnost
- Valois en Elbeuf - Simon opgevolgd door zijn zwager Herbert IV van Vermandois

## Geboren
- Abdul Qadir Jeelani, Perzisch geleerde en soefi
- Sybilla Corbet, maîtresse van Hendrik I van Engeland

## Overleden
- 7 januari - Jan II, heer van Arkel
- 25 april - Géza I (~32), koning van Hongarije (1074-1077)
- 14 december - Agnes van Poitou (~52), echtgenote van keizer Hendrik III
- Geraldus, bisschop van Ostia